# Diocèse de Little Rock

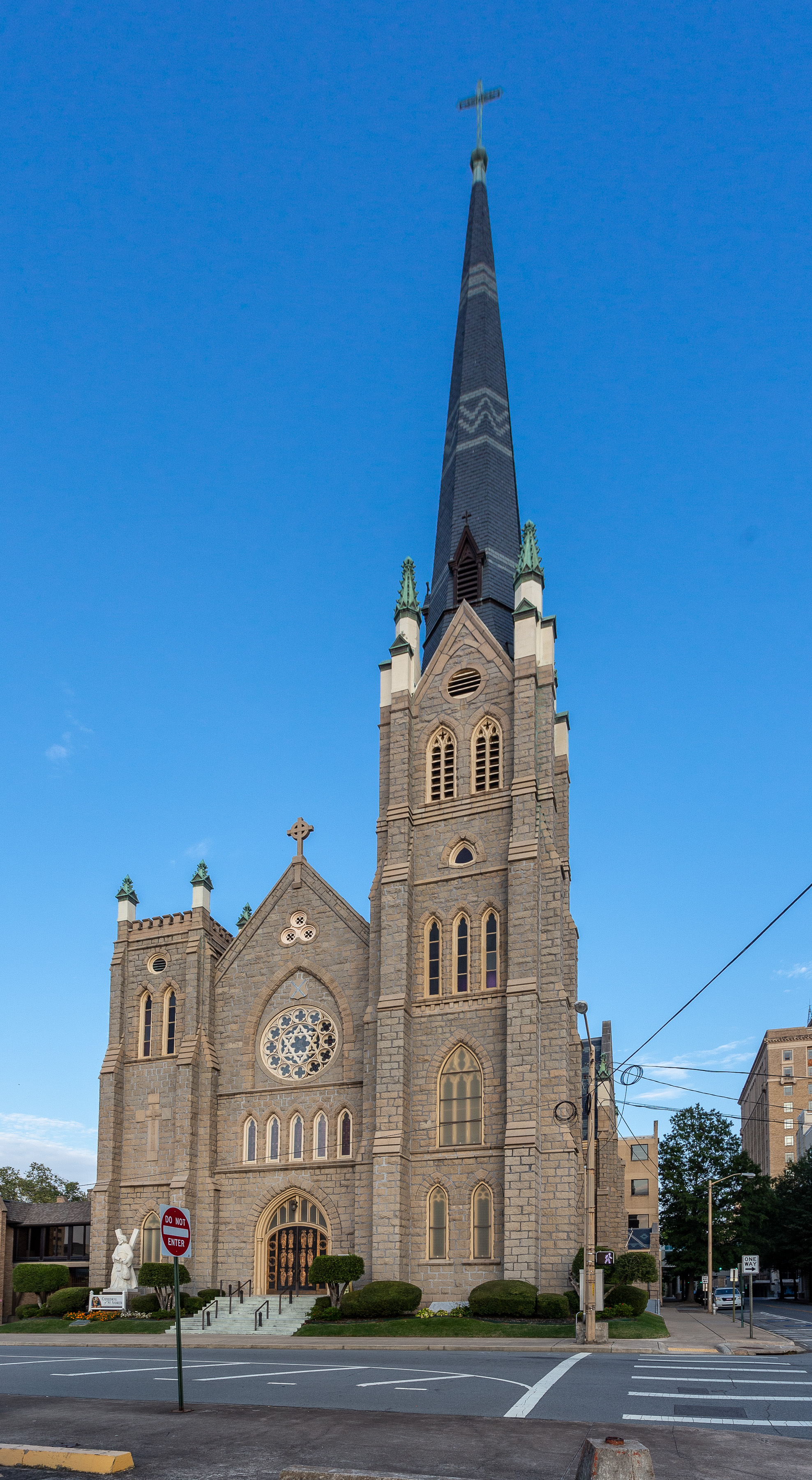
Cathédrale Saint-André de Little Rock.

Le diocèse de Little Rock est un diocèse catholique qui couvre la totalité de l'État de l'Arkansas. Les catholiques y sont une toute petite minorité face aux diverses dénominations protestantes et religions variées. Son siège est à la cathédrale Saint-André de Little Rock.

## Création
Le diocèse, suffragant de l'archidiocèse d'Oklahoma City, a été érigé le 28 novembre 1843 par scission d'avec le diocèse de Saint-Louis. Il s'étend sur tout l'État de l'Arkansas, couvrant 53 179 mi2 (137 732 km2).